# Badis ibn Habús

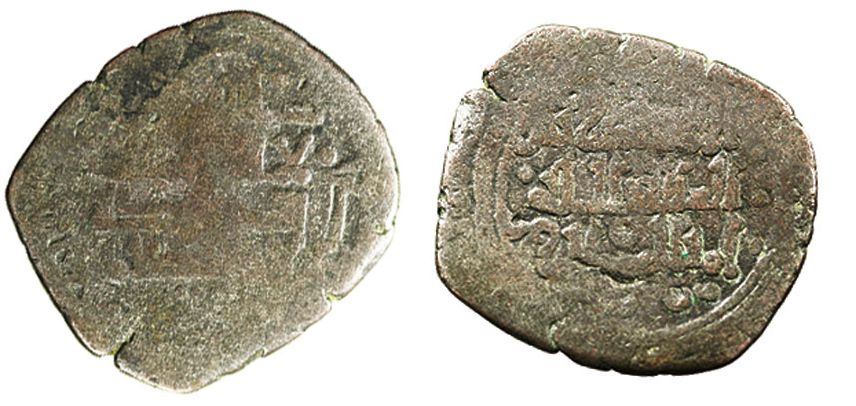
Dírham de Badis ibn Habús.

Badis ibn Habús ibn Màksan ibn Ziri ibn Manad as-Sinhají al-Mudhàffar (àrab: باديس بن حبوس بن ماكسن بن زيري بن مناد الصنهاجي, Bādīs ibn Ḥabūs ibn Māksan ibn Zīrī ibn Manād aṣ-Ṣinhājī), més conegut simplement com a Badis ibn Habús (ca. 1002-30 de juny de 1073) fou el tercer emir de la taifa zírida de Garnata (1038-1073).

## Biografia
Badis, fill major d'Habús ibn Maksan, succeí a son pare l'any 1038. La successió no fou tranquil·la, ja que en un principi Habús preferia a Jaddayr ibn Hubasa, nebot seu, amb el suport del kàtib Abu-l-Abbàs i de la major part dels dirigents sinhaja; i a més a més, Bulugguín, fill de Habús, comptava amb el suport d'importants dirigents jueus, entre els quals estaven Yosef ibn Migas, el rabí Isaac ben Leon, i Nehemies el Rabí, anomenat Escafa. Amb el poder en les mans de Badis, Jaddayr intentà utilitzar Bulugguín per apartar-lo del poder, i en no aconseguir-ho, prepararà un complot per assassinar-lo, però l'ajut del visir Samuel ibn Nagrella aconseguí desfer la conjura i estabilitzar el domini de Badis, el qual en agraïment el ratificà com a visir i principal conseller.
En el mateix 1038 Abu-l-Qàssim Zuhayr, emir d'al-Mariyya, inicia una guerra amb Garnata, i l'exèrcit granadí comandat per Bulugguin aconsegueix la victòria, i el mateix Zuhayr mor en el combat. Badis annexiona part de l'emirat d'al-Mariyya i Jayyan. Amb els següents emirs, Ibn Sumadih i Muhàmmad al-Mútassim, el regne d'al-Mariyya es converteix en una mena de protectorat del regne zírida.
En 1039 Badis dirigeix una coalició amb les taifes amazigues de Garnata, Màlaqa i Karmuna, per defensar Karmuna de l'atac d'Abu-l-Qàssim Muhàmmad ibn Abbad de Ixbíliya. Els amazics aconsegueixen una gran victòria en Istija el 5 d'octubre de 1039. En la batalla mor Ismaïl, hereu del regne abbadita. Amb aquesta victòria Badis es converteix en el líder del front amazic.
Entre 1042 i 1047 Badis lluità contra Runda, Mawrur, Uixuna i Karmuna, per tal de resoldre diferències internes en el bloc amazic. El 1056 va morir el seu visir Samuel ibn Nagrella i el va succeir el seu fill Josep o Yusuf, que a diferència del seu pare fou detestat pels musulmans per la seva arrogància.
Badis sempre havia reconegut el califat hammudita, amb centre en la taifa de Màlaqa, fins que en 1057, front el perill de ser annexionada per l'emirat d'Ixbília (el 1054 al-Mútadid d'Ixbíliya s'havia apoderar d'al-Jazira al-Khadrà), decideix l'ocupació de l'emirat de Màlaqa. Deixa al seu fill Bulugguín com a governador de la ciutat, amb l'ajut del visir i cadi Abu-Abd-Al·lah Muhàmmad ibn al-Hàssan an-Nubahí, i inicia la construcció l'alcassaba.
Josep ibn Samuel fou acusat d'enverinar el príncep hereu, Bulugguín (1061), d'apartar de la cort a un altre fill de Badis, Màksan, el qual es trasllada a Jayyan i es declara independent, i d'oferir Garnata a l'emir d'al-Mariyya, Muhàmmad ibn Man al-Mútassim. Per resoldre els problemes interns i el perillós atac d'al-Mútassim, Badis sol·licita ajuda a l'emir de Tulàytula, Yahya ibn Ismaïl al-Mamun, al qual cedeix Bayyassa Aquesta situació d'inestabilitat interior i de perill en les fronteres (el 1066 els sevillans van atacar Màlaga tot i que foren rebutjats, però Ibn as-Sumàdih d'al-Mariyya es va apoderar de Wadi Aix) és vista com una conseqüència del desgovern del visir Yosef ibn Nagrella, i un poema de l'alfaquí Abu-Ishaq al-Ilbirí, atacant al visir i a tots els jueus, serveix per iniciar, el dia 30 de desembre de 1066, un pogrom que provocà la mort d'uns 3.000 jueus, entre els quals es troba el mateix visir i la seva família. Amb posterioritat ocuparà el càrrec de visir l'eslau an-Naya, antic esclau de l'emir d'Ixbíliya, fugit per una conspiració, el qual recupera Wadi Aix (1067) i Bayyassa, i acumula tot el poder de l'emirat en les seves mans durant els darrers anys de Badis. El seu fill Màksan, revoltat a Jayyan, fou derrotat i sotmès.
Mor el 30 de juny de 1073, i fou el seu successor el seu net Abd-Al·lah ibn Bulugguín. Un segon net, Tamim al-Muïzz ibn Bulugguín va rebre l'emirat de Màlaqa com a sobirà independent.